# Vladimir Purisjkevitj

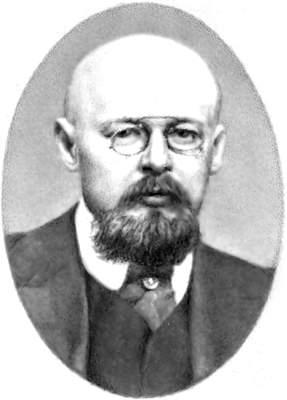
Vladimir Purisjkevitj

Vladimir Mitrofanovitj Purisjkevitj (ryska: Владимир Митрофанович Пуришкевич), född 24 augusti (gamla stilen: 12 augusti) 1870 i Chișinău, död 1 februari 1920 i Novorossijsk, var en rysk politiker.
Purisjkevitj var en sydrysk lantadelsman av starkt reaktionär och lidelsefullt nationalistisk läggning. Som medlem av tredje och fjärde riksduman gjorde han sig bemärkt som temperamentsfull talare och framkallade genom sina hetsiga inpass mången gång sensationella stormscener. Bekant är hans triumferande utrop "Finis Finlandiæ!" vid antagandet i riksduman 1912 av den så kallade likställighetslagen. 
Purisjkevitj var våldsam antisemit och en av de främsta ledarna för den reaktionära organisation, som brukade kallas "svarta sotnjerna". Under första världskriget var han ivrig anhängare av krigspolitiken och outtröttligt verksam i det frivilliga hjälparbetet för arméns utrustning. Personligen övertygad om, att Grigorij Rasputin stod i förrädiska förbindelser med Tyskland, deltog Purisjkevitj i sammansvärjningen mot denne (december 1916). Efter oktoberrevolutionen 1917 lyckades Purisjkevitj undgå alla efterspaningar och häktningsförsök och räddade sig småningom ned till Anton Denikins armé, där han dog i fläcktyfus.